# Fuad Safar
Pour les articles homonymes, voir Safar.
Saïd Fuad Safar (en arabe : فؤاد سفر), né à Mossoul en octobre 1911 où il est mort le 9 janvier 1978, est un archéologue irakien.

## Biographie
Membre du Département des antiquités irakien, Fuad Safar étudie à l'Université de Chicago et est responsable dès 1936 des fouilles du site islamique de Wasit. Il y dégage l'une des trois mosquées et le palais adjacent dont il dresse les dessins et les plans.
Le directeur du Département des antiquités, Sati al-Husri, lui donne en 1941 la co-direction des fouilles de Tell Uqair avec Seton Lloyd où est dégagé un temple proto-sumérien. Les deux hommes collaboreront ainsi pendant huit ans et signeront ensemble la publication de leurs travaux. En 1943-1944, ils dirigent la fouille d'Hassuna que Safar a découvert en 1941 et y mènent deux campagnes, révélant par leurs sondages du tell une succession de quinze niveaux superposés de l'époque assyrienne à la période néolithique au VIe millénaire av. J.-C., établissant la période de transition entre le Néolithique et le Chalcolithique.
Toujours avec Lloyd, Safar dirige le chantier d'Abou Shahrein (Eridu) (1946-1949) et restitue dix-huit sanctuaires superposés dans le secteur de la ziggourat. Après le départ de Lloyd pour Ankara, il dégage encore sur le site deux petits palais sumériens.
En 1951, il commence et dirige les fouilles d'Hatra qui se poursuivront durant vingt-cinq ans puis devient inspecteur général du Département des antiquités.
Il meurt dans un accident de voiture en 1978.
« Sa mort accidentelle en 1978 prive l'archéologie irakienne de l'une de ses grandes figures. »

## Travaux
- Wasit : the Sixth Season's Excavations, 1945
- Tell Uqair : Excavations by the Iraq Directorate General of Antiquities in 1940-1941, Journal of Near Eastern Studies no 4, avec S. Lloyd, 1945